# Местная противовоздушная оборона
Местная противовоздушная оборона (МПВО) — местная система оборонных мероприятий по противовоздушной обороне, осуществлявшихся местными органами власти под руководством военных организаций, направленных на защиту населения и народного хозяйства от нападения врага с воздуха и ликвидацию последствий осуществлённых ударов.

## История

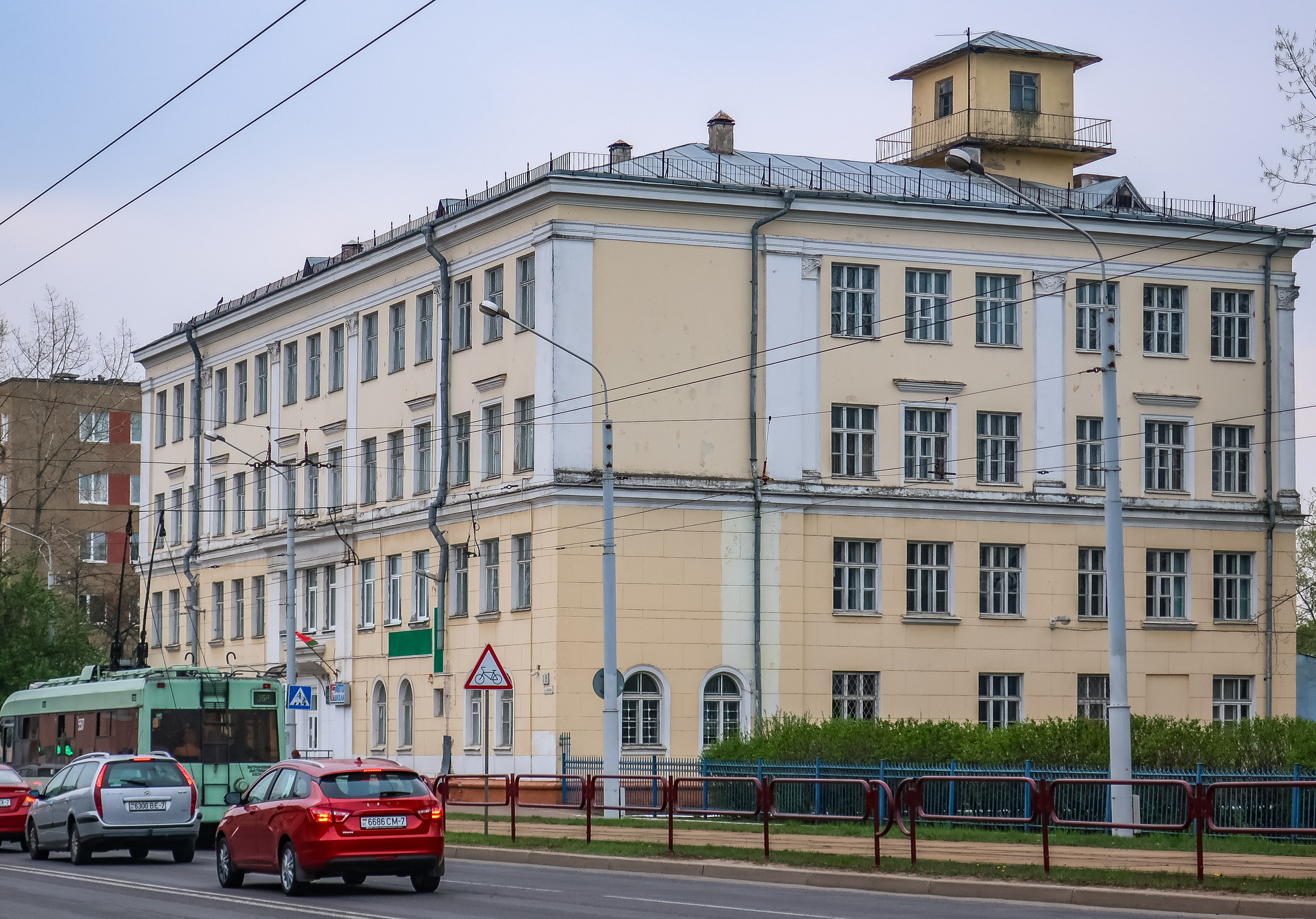
Здание школы с башней МПВО в Минске

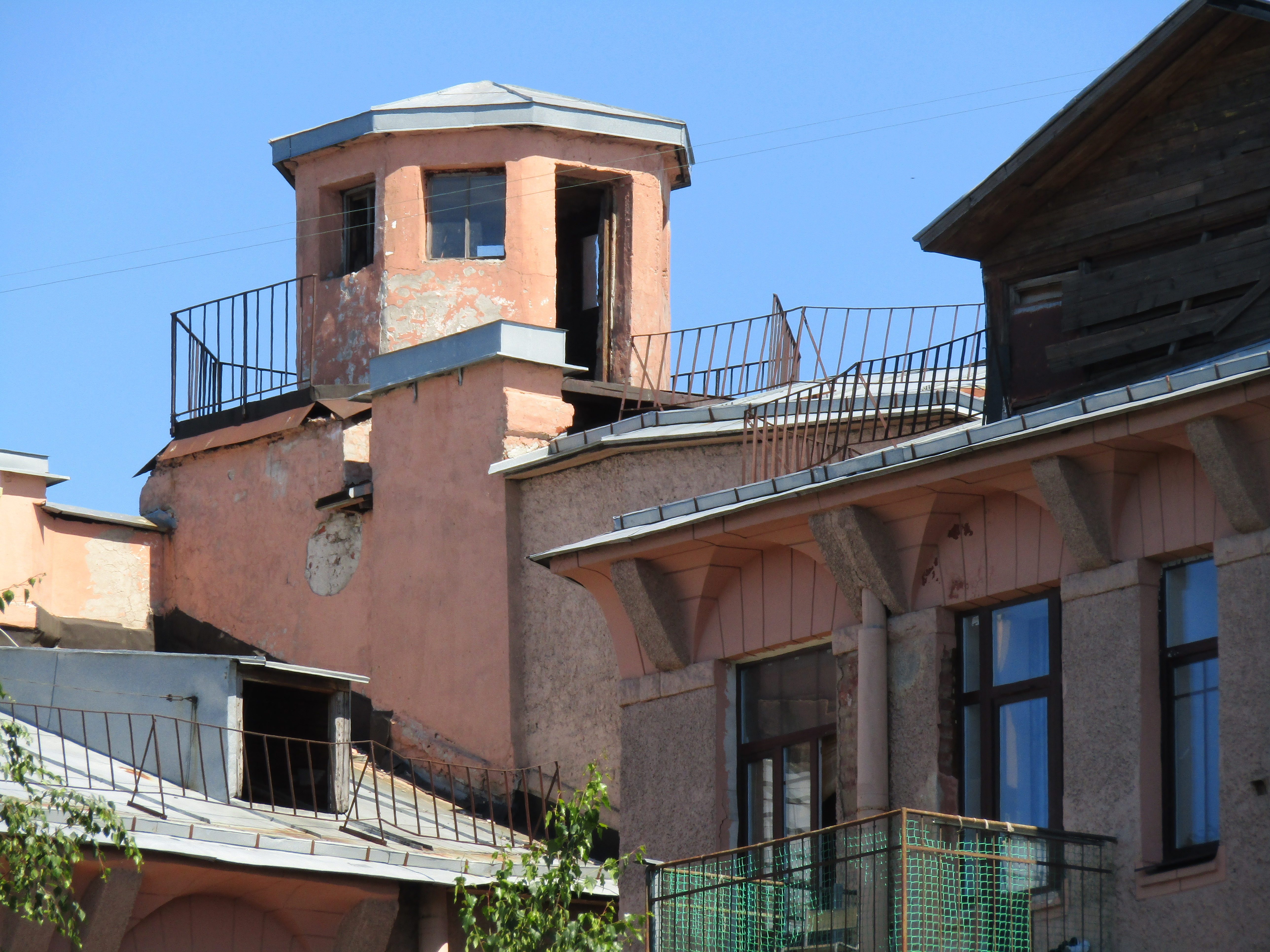
Башенка МПВО на здании в Санкт-Петербурге

Необходимость защиты населения и объектов экономики от воздушных ударов впервые появилась в ходе Первой мировой войны 1914—1918 годов. С этой целью в России, Франции, Великобритании, Германии и других воюющих государствах были разработаны и стали проводиться следующие мероприятия: светомаскировка, оповещение населения и доведение до него правил поведения в случае воздушного или химического нападения, оказание медицинской помощи, обеспечение средствами индивидуальной защиты, борьба с пожарами, оборудование укрытий и т. п.. Эти мероприятия проводились в Лондоне, Ярмуте, Уэртинге, Париже, Реймсе, Дюнкерке, Вердене, Фрайбурге, Кёльне, Киле, Софии, Петрограде, Одессе, Севастополе, Николаеве, Варшаве, Минске, Риге, Гродно, Белостоке, Бресте, Таллине и др. В  Советской России впервые мероприятия по защите населения от воздушного нападения были осуществлены 3 марта 1918 года во время отражения наступления германских войск на Петроград. Именно тогда Комитет революционной обороны в своем Воззвании к населению Петрограда и его окрестностей довел основные требования противовоздушной и противохимической защиты. 
В 1920—1930-х годах службы местной противовоздушной обороны появились во многих государствах Европы.
В Союзе ССР централизованная общесоюзная организация МПВО была организована 4 октября 1932 года.
МПВО возникала в крупных городах, на важных объектах промышленности, транспорта, связи, в учреждениях, учебных заведениях, в жилом секторе. Строились убежища, население обучалось способам защиты от воздушного и химического нападения, готовились формирования спасательных и срочных аварийных работ.
В 1940 году в качестве Главного управления, МПВО была включена в систему НКВД-МВД СССР.
Главное управление МПВО МВД СССР работу штабов МПВО городов, являющихся рабочим аппаратом горисполкомов, направляет через управления МПВО, отделы МПВО и отделения МПВО, созданные в составе МВД республик и УМВД краев и областей.
За инженерно-противохимическими частями войск ГУМПВО МВД СССР закреплены наиболее важные объекты, с задачей обеспечения на этих объектах работы по ликвидации нападений с воздуха.
Особенно широкий размах местная противовоздушная оборона приобрела в годы Великой Отечественной войны: части и формирования МПВО обезвреживали авиабомбы и артиллерийские снаряды, ликвидировали пожары и загорания, восстанавливали мосты, предотвращали аварии, оказывали медицинскую помощь. С началом Великой Отечественной войны 2 июля 1941 года было утверждено Постановление Совнаркома СССР «О всеобщей обязательной подготовке населения к противовоздушной обороне», в соответствии с которым обучение правилам безопасного поведения было обязательным для граждан в возрасте от 16 до 60 лет. К концу 1941 года в Союзе ССР было создано более 80 000 групп самозащиты МПВО (более 5 000 000 человек) и дополнительно обучено около 40 000 000 человек. Более 1 000 000 человек привлечено к строительству укрытий и убежищ, в результате к концу 1942 года вместимость бомбоубежищ возросла от 1,2 до 66,7 млн. укрываемых человек. В 600-километровой зоне от линии фронта был введен режим полной светомаскировки (за это тоже отвечало МПВО).
К началу 1944 года кадровый состав МПВО насчитывал около 222 000 человек, которые участвовали в ликвидации последствий авианалётов, разборе завалов, восстановлении заданий и сооружений, электрических, водопроводных и канализационных сетей. Формирования МПВО проводили обезвреживание неразорвавшихся снарядов, разминирование зданий и местностей, возводили убежища. Санитарные дружины оказали помощь более 136 000 раненным и пострадавшим. Противопожарная служба ликвидировала более 10 тыс. пожаров и 77 тыс. загораний. Служба связи и оповещения оборудовала более 200 узлов связи, 3570 электросирен и 4500 мощных динамиков. Бойцы аварийно-восстановительной службы восстановили 187 километров водопроводных и канализационных магистралей, более 15 тыс. жилых домов, 205 мостов и 150 промышленных предприятий. Обезврежено и уничтожено 432 тысячи неразорвавшихся авиабомб, 3 765 тысячи снарядов и мин.
В 1961 году МПВО была преобразована в гражданскую оборону — в связи с развитием оружия массового поражения.

## Состав

### 01.09.1949 года
- Главное управление местной противовоздушной обороны МВД СССР (ГУМПВО МВД СССР), являлось центральным органом управления МПВО, руководящим подготовкой территории СССР к местной противовоздушной обороне и направляющим деятельность всех министерств, ведомств и общественных организаций по выполнению задач противовоздушной обороны СССР.
- инженерно-противохимические части войск ГУМПВО;
- штабы МПВО городов;
- штабы МПВО ответствующие службы министерств и ведомств Союза;

Общая численность войск МПВО МВД СССР — 5 205 человек личного состава, в том числе: офицерского состава 937 человек, сержантского и рядового состава 4 181 человек и вольнонаёмных 87.